# Archidamo IV
Archidamo IV (in greco antico: Αρχίδαμος?, Archìdamos; Sparta, IV secolo a.C. – Sparta, 275 a.C.) fu re di Sparta della dinastia euripontide dal 305 al 275 a.C..

## Biografia
Archidamo IV era figlio di Eudamida I e fratello di Agesistrata e dell'eforo Agesilao.
Nel 295 a.C. affrontò in battaglia Demetrio I Poliorcete, re di Macedonia che, dopo aver conquistato Atene, aveva volto le sue mire espansionistiche verso Sparta.
Nella prima battaglia, avvenuta nei pressi di Mantinea in Arcadia, Archidamo fu sconfitto e costretto alla fuga, mentre Demetrio, che pure aveva avuto alcune difficoltà all'inizio della campagna, poteva quindi invadere la Laconia. Anche nella seconda battaglia, avvenuta nei pressi di Sparta, il re di Macedonia ebbe la meglio, uccidendo duecento spartiati e facendo cinquecento prigionieri, portandosi, secondo la testimonianza di Plutarco, ad un passo dalla conquista di Sparta, che all'epoca non aveva nemmeno delle mura difensive.
Tuttavia, in quell'occasione, la sorte aiutò Archidamo perché Demetrio dovette immediatamente ritirarsi in quanto gli era giunta la notizia che Lisimaco, re di Tracia, approfittando della sua assenza, aveva invaso a sorpresa la Ionia, all'epoca in mano al Poliorcete, annettendola ai suoi territori.
Inoltre, gli giunse contemporaneamente la notizia che Tolomeo I, re d'Egitto aveva conquistato parte dell'isola di Cipro e aveva messo sotto assedio Salamina, dove si trovavano la madre Stratonice e i figli.
Pausania evidenzia che, dopo lo scampato pericolo della mancata conquista della città da parte di Demetrio, a Sparta furono erette delle palizzate e delle fortificazioni murarie a difesa della città, che fino a quell'epoca ne era stata priva. Fino al regno di Archidamo IV, infatti, gli Spartani si ritenevano invincibili a tal punto da non temere un assedio nemico.
Ad Archidamo IV, morto nel 275 a.C., successe il figlio Eudamida II, che sposò zia Agesistrata.
Il fratello di Archidamo, Agesilao, divenne eforo nel 271 a.C. e sostenne, almeno inizialmente, il tentativo di riforma del re Agide IV, figlio di Eudamida II.